# Tajique (Novo México)
Tajique é uma Região censo-designada localizada no estado americano de Novo México, no Condado de Torrance.

## Demografia
Segundo o censo americano de 2000, a sua população era de 148 habitantes.

## Geografia
De acordo com o United States Census Bureau tem uma área de
7,0 km², dos quais 7,0 km² cobertos por terra e 0,0 km² cobertos por água. Tajique localiza-se a aproximadamente 2043 m acima do nível do mar.

## Localidades na vizinhança
O diagrama seguinte representa as localidades num raio de 28 km ao redor de Tajique.